# Aeroflot-Flug 888
Am 8. August 1970 verunglückte eine Antonow An-10 auf dem Aeroflot-Flug 888, einem innersowjetischen Linienflug von Winnyzja nach Simferopol, wobei ein Insasse starb und 25 weitere verletzt wurden.

## Flugzeug
Das Flugzeug war eine 10 Jahre alte Antonow An-10A mit dem Luftfahrzeugkennzeichen СССР-11188, die mit vier Triebwerken des Typs Iwtschenko AI-20K ausgestattet war und am 30. Juni 1960 fertiggestellt wurde.

## Besatzung
Die Besatzung bestand aus einem Flugkapitän, einem Ersten Offizier, einem Flugingenieur, einem Navigator, einem Funker sowie zwei Flugbegleitern.

## Verlauf
Das Flugzeug startete um 20:20 Uhr zum dritten der vier an diesem Tag geplanten Flüge. Um 20:32 Uhr meldeten die Piloten das Überqueren des Wegpunktes Obodowka auf einer Höhe von 5400 m. Kurz darauf entdeckten die Piloten Rauch im Cockpit und nahmen Brandgeruch war, der auf einen Brand in der Isolation hindeutete. Der Bordingenieur ging daraufhin in die Kabine und sah, dass der Rauch aus den Paneelschlitzen der Kabinendecke kam und berichtete dies dem Flugkapitän. Daraufhin wurde, auf Anweisung des Flugkapitäns, auf die Notstromversorgung umgeschaltet und zur Verringerung der Geschwindigkeit der Triebwerksschub verringert und das Fahrwerk ausgefahren. Die Piloten leiteten schließlich einen Notsinkflug ein und meldeten um 20:37 einem Fluglotsen in Chișinău den Vorfall. Während des Notsinkflugs stellte der Erste Offizier auf einer Höhe von 4000 m die Zapfluftzufuhr von allen vier Triebwerken ab und senkte den Kabinendruck durch das Umlegen des dazugehörigen Kippschalters. Der Rauch in der Kabine verschwand. Die Piloten entschieden sich, auf dem Flughafen Chișinău zu landen, fuhren das Fahrwerk wieder ein und setzten den Sinkflug auf 2400 m fort. Um 20:40 kam es zu einem lauten Klappern, woraufhin der Erste Offizier und der Bordingenieur sahen, dass Triebwerk Nr. 4 (rechts außen) brannte.
Daraufhin ordnete der Flugkapitän an, den Propeller in die Segelstellung zu bringen (das System, welches für das automatische Bringen des Propellers in die Segelstellung zuständig war, wurde deaktiviert, als die Piloten die Triebwerke in den Leerlauf schickten) und die 2. und 3. Stufe der Triebwerkslöschanlage zu betätigen, nachdem das Feuer nicht durch das automatische Auslösen der 1. Stufe gelöscht werden konnte. Gleichzeitig lenkte der Flugkapitän das Flugzeug in eine Linkskurve, um auf einer dazu geeigneten ebenen Fläche notzulanden.
Schließlich konnte das Feuer um 20:43 in einer Höhe von 800 bis 1000 m gelöscht werden, woraufhin sich der Flugkapitän zur Landung auf dem, zu dem Zeitpunkt 80 km entfernten, Flughafen Chișinău entschied. Während des Fluges dorthin machte der Flugingenieur den Flugkapitän darauf aufmerksam, dass der Druck im rechten Hydrauliksystem auf null und im linken auf 60–70 kg/cm² gefallen war. Schließlich konnte um 20:49 Uhr, auf einer Höhe von 720–730 m und 55 km vom Flughafen Chișinău entfernt, der Propeller von Triebwerk Nr. 4 nicht mehr in der Segelstellung gehalten werden. Daraufhin stellten die Piloten die restlichen 3 Triebwerke auf vollen Schub und drehten, um dem Moment nach rechts entgegenzusteuern, die Ruder nach links. Weil das Drehen der Ruder nicht ausreichte, wurde der Schub von Triebwerk Nr. 1 (links außen) auf 60–70 % reduziert. Das Flugzeug setzte den Flug mit einer Geschwindigkeit von 340–350 km/h und einer Sinkrate von 2–3 m/s fort.
Schließlich machte der Kapitän, überzeugt von der Unmöglichkeit des sicheren Weiterfluges, um 20:52 Uhr, 24 Minuten nach Sonnenuntergang und 12 Minuten vor Einbruch der völligen Dunkelheit, eine Notlandung auf einem unebenen Maisfeld. Das Flugzeug traf zunächst auf dem Boden auf, sprang danach über eine von den 2 m hohen Maispflanzen verdeckten Mulde, traf ein zweites Mal dahinter auf und kam schließlich 275 m nach dem ersten Bodenkontakt zum Stehen, nachdem es sich um 90° nach rechts gedreht hatte. Die Besatzungsmitglieder konnten die Passagiere innerhalb von 12–15 Minuten evakuieren. Ein ca. 15 Jahre alter Passagier wurde durch das Einbrechen des Kabinenbodens schwer verletzt und starb während des Transports ins Krankenhaus. Drei weitere Passagiere wurden schwer, der Navigator, der Funker, eine Flugbegleiterin sowie 19 Passagiere wurden leicht verletzt.

## Ursache
Als Unfallursache konnte das Versagen von Triebwerk Nr. 4 durch Ölmangel ermittelt werden. Das Kugellager der Turbine wurde durch verkoktes Öl, bedingt durch einen Konstruktionsfehler im Triebwerk, zerstört, wodurch es zu verstärkten Vibrationen im Triebwerk kam und die Ölleitungen rissen. Durch das Ölleck kam es zur Rauchentwicklung in der Kabine, nachdem das Öl in die Verbrennungskammer des Triebwerks geriet, sowie zum Triebwerksbrand.